# Batenova bolest
Batenova bolest (neuronalna ceroidna lipofuscinoza, NCL) je retka, fatalna autozomno-recesivna nasleđena bolest nervnog sistema (neurodegenerativni poremećaj) koja počinje u detinjstvu. Ime je dobila po britanskom pedijatru, Frederiku Batenu, koji je prvi opisao juvenilnu formu neuronalne ceroidne lipofuscinoze 1903 godine. Danas se njegovo ime koristi za sve tri vrste NCL-a: infantilnu, kasno infantilnu i juvenilnu. Svaka forma ima isti osnovni uzrok: mutaciju CLN3 gena koja izaziva nedostatak enzima koji je odgovoran za izbacivanje „otpada“ iz ćelija centralnog nervnog sistema. Bez ovog enzima, male ćelijske organele zvane lizozomi postaju prezasićene toksičnim materijama unutar neurona u mozgu. Kao rezultat, deca sa Batenovom bolešću pate od epileptičnih napada, progresivno gube motorne funkcije, vid i mentalne sposobnosti, da bi konačno postala potpuno slepa, vezana za krevet i bez sposobnosti komunikacije. Do danas, Batenova bolest je uvek fatalna.

## Forme
Postoji 4 osnovna tipa NCL-a (tipovi 1-4), uključujući i 2 tipa koja počinju ranije u detinjstvu i izuzetno redak tip koji se javlja kod odraslih. Simptomi su isti, ali pojavljuju se u različito doba i progresiraju različitim tempom.
- Infantilna NCL (Santavuori-Haltia bolest) počinje između 6 meseci i 2 godine života i ima rapidnu progresiju. Deca sa ovim oboljenjem ne uspevaju da napreduju i imaju istaknuto male glave (mikrocefalija). Takođe, tipični su kratki, reski mišićni trzaji zvani mioklonički trzaji. Prvi znaci ove bolesti uključuju: zastoj u psihomotornom razvoju sa progresivnom deterioracijom, druge motorne poremećaje ili epi-napade. Ovaj tip ima najbržu progresiju.
- Kasno infantilna NCL (Jansky-Bielschowsky bolest) počinje između 2 i 4 godine. Tipični rani znaci su gubitak mišićne koordinacije (ataksija) i epi-napadi uz progresivnu mentalnu deterioraciju. Progresija je i u ovom slučaju rapidna i završava se smrću obično između 8 i 12 godine.
- Juvenilna NCL (Batenova bolest) počinje između 5 i 8 god. Tipični znaci su progresivni gubitak vida, epi-napadi, ataksija. Ovaj tip napreduje manje rapidno i završava se smrću u kasnim tinejdžerskim godinama ili ranim 20-tim, iako je bilo slučajeva da pacijent doživi 30.
- Odrasla NCL (Kafsova bolest ili Parijeva bolest) obično počinje pre 40-te godine i uzrokuje blaže simptome koji progresiraju sporije i ne izaziva slepilo. Iako se vreme smrti razlikuje od slučaja do slučaja, ovaj tip ipak smanjuje životni vek.

## Nasleđivanje
Dečje NCL su autozomalni recesivni poremećaji, što znači da nastaju samo kada dete nasledi 2 kopije defektnog gena, po jednu od svakog roditelja. Kada oba nose jedan defektni gen, svako od njihove dece ima 1 u 4 šanse da razvije NCL. Istovremeno postoji 1 u 2 šanse da nasledi samo jednu kopiju defektnog gena. Takve osobe su samo nosioci pa ne razvijaju bolest nego samo mogu da prenesu defektni gen na svoju decu.
Odrasla NCL može biti nasleđena kao autozomalni recesivni (Kafov) ili, što je ređe, autozomalni dominantni (Parijev) poremećaj. Kod autozomalnog dominantnog nasleđivanja sve osobe koje naslede makar i jednu kopiju defektnog gena razvijaju bolest.
Batenova bolest/NCL je veoma retka i javlja se samo u 2-4 slučaja na svakih 100.000 rođene dece u SAD. Iako se češće javlja u Finskoj, Švedskoj i drugim delovima severne Evrope, zatim u Njufaundlendu u Kanadi, procenjuje se da u svakom trenutku u svetu postoji manje od 500 dece sa ovom bolešću.

## Dijagnoza
Pošto je gubitak vida rani pokazatelj, Batenova bolest se može primetiti već na očnom pregledu. Specijalista za očna oboljenja može primetiti deterioraciju očnog živca koja se javlja u 3 dečja oblika NCL-a. Ipak, pošto se takva deteorijacija javlja i kod drugih očnih oboljenja, ovo ne može biti definitivni pokazatelj, ali može poslužiti da se dete uputi neurologu na pregled. Da bi se konkretno potvrdila dijagnoza potrebna su razna ispitivanja.
Dijagnostički testovi za Batenovu bolest uključuju pregled krvi i urina, uzorkovanje kože ili tkiva, EEG, pregledi očiju i snimci mozga, kao što su CAT ili MRI. Nedavni razvoj na polju je omogućio da se radi enzimsko testiranje krvi koje je moguće za infantilni i kasno infantilni oblik a sastoji se u traženju specifičnog enzima koji nedostaje u ovim poremećajima.

## Spoljašnje veze
- Neuronska ceroidna lipofuscinoza
- Batenova bolest
- Uvod u Batenovu bolest